# Helene Schjerfbeck

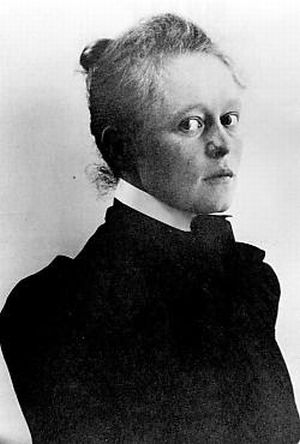
Helene Schjerfbeck, 1890

Helena Sofia Schjerfbeck (Ausspracheⓘ, * 10. Juli 1862 in Helsinki, Großfürstentum Finnland; † 23. Januar 1946 in Saltsjöbaden, Schweden) war eine finnlandschwedische Malerin.

## Leben
Helene Schjerfbeck, Tochter des Eisenbahnangestellten Svante Schjerfbeck, war schon als Kind eine begabte Malerin und Zeichnerin. Als Vierjährige erlitt sie einen Hüftbruch, der dazu führte, dass sie die Schule nicht besuchen konnte; auch musste sie deshalb in späteren Jahren eine Lehrtätigkeit aufgeben, weil ihr der Aufstieg zu den Unterrichtsräumen zu beschwerlich war. Bereits als Schülerin hat sie mehrere Preise gewonnen; ein Bild der damals Siebzehnjährigen wurde von der Finnischen Kunstgesellschaft nach einer Ausstellung angekauft. In ihren Jugendjahren reiste Schjerfbeck viel. 1880 lebte sie mit einem Stipendium des finnischen Senats zu Studienzwecken einige Monate in Paris, wo sie bedeutende Anregungen aus der Künstlerszene gewann. Sie war Schülerin bei Léon Bonnat und Jean-Léon Gérôme.
Vom Juli 1887 bis in den Frühling des Folgejahres hinein besuchte Schjerfbeck ihre Freundin, die austro-britische Malerin Marianne Stokes und deren Mann Adrian Scott Stokes in St Ives in der englischen Grafschaft Cornwall und kehrte im Sommer 1889 noch einmal für einen längeren Aufenthalt dorthin zurück, wo sie mit ihrer finnischen Freundin Maria Wiik ein gemeinsames Atelier bezog. Im Gegensatz zu diesen bewegten Jugendjahren lebte Schjerfbeck später mehr als ein Jahrzehnt in Abgeschiedenheit in einem Dorf, ca. 30 Kilometer von Helsinki entfernt. Zusammen mit ihrer Mutter, die sie als alleinstehende Frau zu versorgen hatte, lebte sie auf engstem Raum in einer Einzimmerwohnung. Unter diesen Bedingungen schuf sie eine Reihe von Bildern, meist mit Frauen als Sujet. 1917 lernte sie den Kunsthändler Gösta Stenman kennen, der ihr eine Ausstellung ermöglichte.
Nach ihrem Tod wurde sie in Helsinki auf dem Friedhof Hietaniemi beigesetzt.

## Werke

Die Genesende, 1888

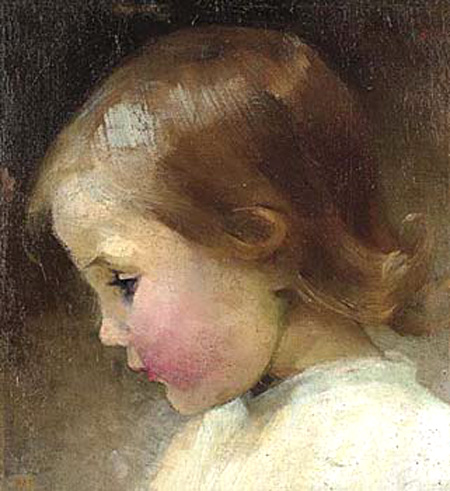
Mädchen im Profil, 1887

Ihr wohl bekanntestes Werk ist Toipilas (schwedisch: Konvalescenten, deutsch: Die Genesende) aus dem Jahre 1888. Das Bild zeigt ein entrückt lächelndes kleines Mädchen in einem Korbstuhl, das mit glasigen Augen eine zarte Blume in der Vase mit den Händen umschließt. Einige Forscher halten das Bild für ein symbolisches Selbstporträt, in dem Schjerfbeck ihre eigene Situation als verletzte aber genesende Person reflektiert, während andere es in erster Linie für einen typischen Ausdruck zeitgenössischer Sujets halten.
Etwa vierzig Selbstporträts aus fast 80 Lebensjahren sind einer der Schwerpunkte in Helene Schjerfbecks Gesamtwerk. Frauenbilder, wie das lesende Mädchen von 1907, die blasse Bäckerstochter vor greller Orange, ein Schulmädchen von 1928 mit rotem Mund und Bubikopf, ein im Sand kniendes Mädchen, das sie dreimal in derselben Pose mit unterschiedlichen Mitteln malte, und andere, meist weibliche, Porträts, oft mehrmals in ähnlicher Haltung, sind typisch für sie. Das Selbstporträt mit Palette II ist 1937–1945 entstanden. Auch ihre Mutter wird in mehreren Bilder porträtiert.
Eine junge Frau mit einer Kantele mit zerrissener Saite kontrastiert kühl von Nationalromantik und Pathos gezeichnete Werke ihrer Zeitgenossen wie Akseli Gallen-Kallela. Auf einem Ölbild von 1908 steht ein Schulmädchen im schwarzen Kleid vor leerem Hintergrund. Ein Lichtkegel hebt ihre Füße hervor. Haare hängen in einem Zopf glanzlos herab, ihren zarten kleinen Kopf hält sie gesenkt, das blasse Gesicht, eine scharfe Nase, die Hände vor dem weiten Kleid gefaltet.

## Stil und Bedeutung
Schjerfbecks frühes Schaffen ist von einem radikalen Naturalismus gekennzeichnet. Ihre technischen Fähigkeiten als heranwachsende Malerin wurden bewundert, die Wahl ihrer Motive überschritt jedoch traditionelle Grenzen. Für eine Frau war es mindestens ungewöhnlich, beispielsweise verwundete Soldaten (1880) oder einen Soldaten auf dem Sterbebett (1886) zu malen.
Nach ihrer Rückkehr aus Paris fühlte Schjerfbeck sich in der nationalromantisch dominierten finnischen Kunstwelt als Außenseiterin. Einerseits stieß ihr unpathetischer Realismus auf Vorbehalte; andererseits entwickelte sie bereits einen reduzierenden Malstil, den Zeitgenossen für das Fehlen von Details kritisierten.

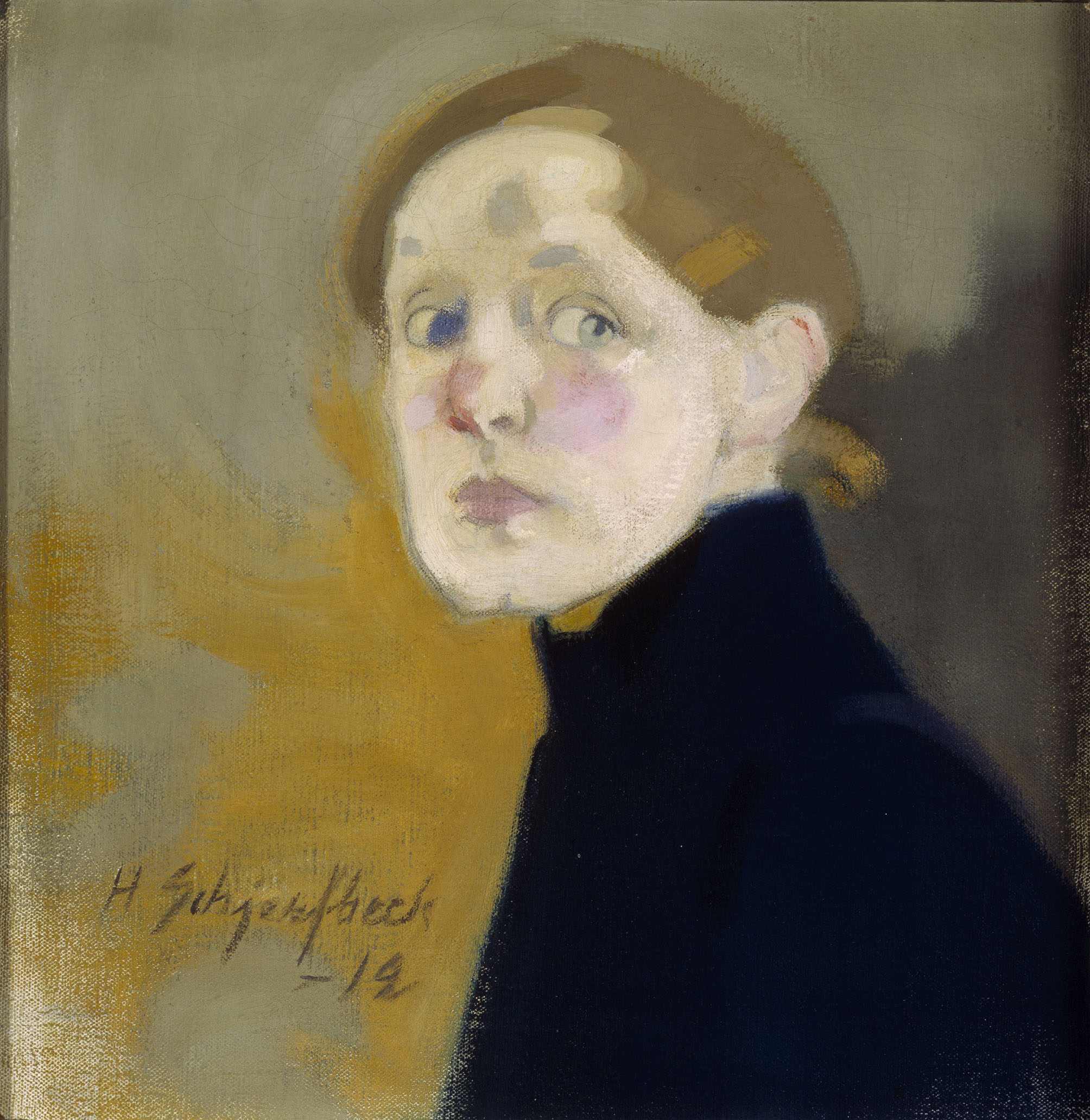
Helene Schjerfbeck, Selbstbildnis, 1912

Während der beiden Jahrzehnte in Hyvinkää, wohin sie sich mit ihrer Mutter ab 1902 zurückzog und sich auf die Malerei konzentrierte, ließ sie den Naturalismus hinter sich und entwickelt einen eigenen Malstil, der von ausdrucksstarken Farben und einer kräftigen Linienführung gekennzeichnet ist.
Aus Mangel an Modellen griff sie in den letzten beiden Jahrzehnten ihres Schaffens häufig auf ehemalige eigene Motive zurück, von denen sie mehrfach neue Versionen malte. oder sie malte Selbstporträts. Letztere bieten eine außergewöhnliche Basis für eine Analyse der Entwicklung ihres Stils.

Helene Schjerfbeck Rotgesprenkeltes Selbstbildnis (Punatäpläinen omakuva), 1944

Während sie sich beispielsweise im Selbstporträt mit silbernen Hintergrund (1914) als selbstbewusste Künstlerin porträtiert, zeigt sie sich vor allem in ihren letzten Lebensjahren als zerbrechliche und zunehmend körperlich eingefallene Frau, die schließlich beinahe auf einen Schädel reduziert wird. Hervorstechend sind in diesen letzten Selbstbildnissen die fallenden Linien von Augen, Mund und Unterkiefer. Der nahende Tod korrespondiert malerisch mit einer Reduzierung von Farbpalette und Details.
Die Darstellung der Frau in Schjerfbecks Selbstporträts unterscheidet sich radikal von einem Schönheitsideal, dem die Frau als Modell traditionell unterworfen ist. Schjerfbecks Bedeutung besteht in der schonungslosen Darstellung ihrer eigenen Verletzlichkeit, die im visuellen Ausdruck jedoch kräftig und intensiv bleibt.

## Aktuelle Rezeption
- 2007 machte eine Retrospektive in Paris, in Hamburg in der Hamburger Kunsthalle[9] und in Den Haag international auf Helene Schjerfbeck aufmerksam.
- 2012 widmete ihr das Museum Ateneum in Helsinki zu ihrem 150. Geburtstag die mit mehr als 300 Stücken bisher umfangreichste Ausstellung ihrer Werke. Diese wurde von mehr als 230.000 Besuchern gesehen.[10]
- 2012 gab die Finnische Nationalbank aus Anlass des 150. Geburtstags eine Münze im Wert von € 2,00 heraus.
- 2014 präsentierte die Schirn Kunsthalle Frankfurt in Zusammenarbeit mit dem finnischen Nationalmuseum, dem Ateneum Art Museum, ab dem 2. Oktober eine Einzelausstellung mit mehr als 80 Werken von Helene Schjerfbeck.[11]
- 2019 zeigte die Royal Academy of Arts in London in Zusammenarbeit mit dem finnischen Nationalmuseum, dem Ateneum Art Museum, vom 20. Juli bis zum 27. Oktober eine Ausstellung ihrer Werke.[12]
- Dieselbe Ausstellung war dann vom 15. November 2019 bis zum 26. Januar 2020 im Helsinkier Ateneum zu sehen und wurde dort eine der bestbesuchten Ausstellungen in der Geschichte des Museums.[13] Schwerpunkt der Ausstellung war der Einfluss ihrer Aufenthalte in Frankreich, Italien und Großbritannien auf ihr künstlerisches Selbstverständnis.[14]
- Im Januar 2020 wurde unter dem Titel Helene ein biografisch-dramatischer Kinofilm über die Jahre ihres Aufstiegs als Künstlerin veröffentlicht.[15]

## Ehrungen und Auszeichnungen
- 1879: 3. Preis Dukat der finnischen Kunstvereinigung
- 1882: 2. Preis des finnischen staatlichen Porträtwettbewerbs
- 1886: 2. Preis des finnischen staatlichen Porträtwettbewerbs
- 1889: Bronzemedaille der Pariser Weltausstellung[16]
- 2012 brachte die Finnische Zentralbank zu Schjerfbecks 150. Geburtstag eine 2-Euro-Gedenkmünze heraus.[17]